# Host (edat mitjana)
Host era la denominació que rebia durant l'edat mitjana un exèrcit alçat segons el dret feudal per a lluitar en una campanya militar. Segons aquest, el senyor feudal tenia el dret de mobilitzar els vassalls del seu feu i aquests l'obligació d'acudir-hi aportant armes i equipament propi.

## Host Reial - Prínceps Namque
Dins de la Corona d'Aragó, al Principat de Catalunya, la Host Reial era convocada a requeriment del Príncep de Catalunya (el Comte de Barcelona i Rei d'Aragó) apel·lant a l'Usatge Princeps namque, dels Usatges de Barcelona (reglamentat i reestructurat el 1368 per Pere IV d'Aragó "el Cerimoniós").
La Host Reial estava integrada per les tropes de la Casa del Rei d'Aragó, les Host Senyorials dels senyors feudals vassalls del Rei, les Hosts Veinals de les ciutats sota jurisdicció del Rei, les tropes dels Ordes militars, els cossos d'Almogàvers i les tropes mercenàries

## Host Veinal - Sometent - Via Fora
La host veïnal, anomenada des del segle xiii Sagramental i a partir del segle xvi Sometent, era convocada pel Veguer o pel Batlle, ambdós funcionaris reials, amb el so de corn, el toc de trompeta o el repic de campanes (so metent) i al crit de Via Fos! o Via Fora! si s'anava a guerrejar fora de la terra. L'organització interna s'estructurava per desenes a les ordres del desener, per cinquantenes a les ordres del cinquantener, o per centenes a les ordres del centener; tots ells estaven sota les ordres del capità, normalment un noble del braç militar.

## Host Senyorial
Del segle xii al segle xv, la Host Senyorial estava formada pel senyor feudal (baró) i la seva mainada. La mainada estava formada pels radicats al seu feu, ja fossin cavallers o no. Si la campanya era inferior a un dia rebia el nom de cavalcada i solia convocar tan sols el cavallers proveïts del seu cavall; si per contra la campanya durava més temps la Host també estava formada per serfs i el senyor tenia les obligacions de fornir-la amb queviures i de redimir el vassall si queia presoner. En cas de caure mort però, no tenia obligació d'indemnitzar la família.rA